# Dasiphora
Dasiphora je biljni rod iz porodice ružovki smješten u podtribus Fragariinae, dio tribusa Potentilleae, potporodica Rosoideae. Raširen je po velikim dijelovima Euroazije i Sjeverne Amerike Sastoji se od 8 vrsta polugrmova i grmova i jednog hibrida iz kineskih provincija Sichuan i Yunnan.
Rod je pisan u Autikon Botanikon 167–168. 1840.

## Vrste
1. Dasiphora arbuscula (D. Don) Soják
2. Dasiphora davurica (Nestl.) Kom. & Aliss.
3. Dasiphora dryadanthoides Juz.
4. Dasiphora fruticosa (L.) Rydb.
5. Dasiphora galantha (Soják) Soják
6. Dasiphora gorovoii Pshenn.
7. Dasiphora parvifolia (Fisch. ex Lehm.) Juz.
8. Dasiphora spectabilis (Businský & Soják) Businský & Soják
9. Dasiphora × veitchii (E. H. Wilson) Soják

## Sinonimi
- Comocarpa Rydb.; Mem. Columb. Univ. 2: 1, 6, 19, 206, t. 101 (1898)
- Pentaphylloides Duhamel; Traite des Arbres 2: 99 (1755)